# Mikel Garikoitz Aspiazu Rubina
Mikel Garikoitz Aspiazu Rubina, alias Txeroki, né le 6 juillet 1973 à Bilbao en Biscaye, est un membre de l'organisation armée Euskadi ta Askatasuna (ETA), dont il a assumé la direction militaire en 2008 jusqu'à son arrestation en novembre de la même année.

## Biographie
Né en 1973 à Bilbao, (Pays basque - Espagne), il a été recueilli par la kale borroka à 24 ans et a été formé au tir par Gorka Palacios et María Soledad Iparraguirre, Anboto, avec qui il a développé une amitié étroite. Son premier attentat s'est produit en 2001 le 7 novembre. Il a été identifié comme un des auteurs du meurtre du juge José María Lidón, quand il sortait de sa voiture à Getxo accompagné de sa femme et suivi dans un autre véhicule par un de ses fils. Après la trêve de 1998 il a réorganisé les commandos d'ETA, assumant la direction. Il existe des soupçons fondés qu'un de ses lieutenants a ordonné, in situ, le meurtre de deux gardes civils désarmés de 24 et 23 ans en France, en décembre 2007. Les deux activistes d'ETA, tant Txeroki que son lieutenant, étaient parmi les terroristes les plus recherchés dans les listes de la Garde Civile.
Il a été arrêté à l'aube du 17 novembre 2008 dans la localité française de Cauterets (Hautes-Pyrénées), dans une opération conjointe entre la Garde Civile et la gendarmerie française. Il circulait à bord d'une Peugeot 207 dont les fausses plaques d'immatriculation parisienne comportent deux lettres au lieu des trois pour les véhicules récents. La police antiterroriste pense qu'il a été remplacé par Aitzol Iriondo.
Il est condamné le 22 juillet 2011 à 377 ans de prison pour 20 tentatives d'assassinat et actes terroristes.

## Charges qui lui sont imputées
Au moment de sa détention en 2008, Txeroki avait 22 procès en attente, comme auteur matériel ou comme initiateur, dans les six cours centrales d'instruction de la Audition Nationale
- Dans la Cour Centrale d'Instruction numéro 1 lui était imputé pour l'attentat du T 4[7] dans l'aéroport de Barajas, en décembre 2006, qui a provoqué la rupture du cessez-le-feu décrété en mars de cette même année. Dans l'attentat sont décédés deux citoyens équatoriens. La même cour lui a imputé la mise en place d'une bombe-ventouse en 2002 dans le véhicule de l'actuel député du PSOE, et à ce moment-là dirigeant des Jeunesses Socialistes d'Euskadi, Eduardo Madina[8], qui a perdu une jambe dans l'explosion. Il est aussi accusé pour la mise en place de charges explosives dans différentes station-service de Madrid en décembre 2004, une autre pour l'explosion d'une bombe à Amorebieta (Biscaye), en 2001 et une autre pour la mise en place d'une voiture piégée à Bilbao en 2002[6].

- Dans la Cour Centrale d'Instruction numéro 2 l'attendait cinq procès au total : l'envoi de trois colis-piégés au début de 2002 alors au directeur de Radio nationale espagnole à Bilbao, au président du groupe d'édition Vocento et au délégué de Antenne 3 en Biscaye. Dans la même cour il est mis en cause comme responsable de la tentative de meurtre de l'adjoint au maire de Portugalete, Esther Cabezudo, et est aussi considéré comme responsable de l'activité du Commando Donosti, démantelé en mars 2007 et qui planifiait l'assassinat de Fernando Savater[6].

- Dans la Cour Centrale d'Instruction numéro 3, Txeroki Attendait un procès ouvert pour l'explosion d'une bombe dans un hôtel de Denia en 2005, ainsi que la mise en place d'une charge explosive dans la bourse de Bilbao[9] en 2002. Il l'était aussi comme initiateur dans l'attentat de Capbreton (Landes) qui, bien que s'étant déroulé en France, avait un procès lancé en Espagne. Par rapport à cet attentat, le ministère public avait remis au juge antiterroriste français, Laurence Le Vert, les déclarations de deux membres du commando Nafarroa détenus, qu'ils situaient Txeroki à Capbreton et comme étant l'auteur des tirs qui ont abattu les agents Raúl Centeno et Fernando Trapero, fin 2007[6].

- Le Jury Central d'Instruction numéro 4 réclamait Txeroki pour avoir ordonné au Commando Ezkaurre un attentat contre la Ertzaintza le 14 septembre 2003 à la Alto de Herrera (Alava), et dans laquelle deux ertzainas ont été gravement blessés ainsi qu'un membre d'ETA, Arkaitz Otazua, qui a trouvé la mort. On l'accuse aussi, dans cette même cour, de charger des membres de l'organisation terroriste du transfert d'un camion chargé d'explosifs (plus de 500 kilos) pour commettre un attentat dans la capitale espagnole, quelques jours avant que ne se produisent l'attentat du 11 mars 2004. Action avortée, le véhicule dans lequel voyageaient à Cañaveras (province de Cuenca), étant intercepté le 19 février 2004. La troisième inculpation qui l'attendait dans cette cour se référait à la pose d'une charge d'explosifs à La Corogne et Saint-Jacques-de-Compostelle le 28 août de 2004[6].

- Dans la Cour Centrale d'Instruction numéro 5 lui était imputé quatre inculpations : pour avoir projeté un attentat contre le Roi, Juan Carlos I à Palma de Majorque, pendant la Semaine sainte en 2004, pour ordonner au Commando Larrano - composé de Aritz Aginzoniz, Saioa Sánchez et Eneko Zarrabeitia - un attentat en Cantabrie, pour les actions attribuées au Commando Biscaye démantelé l'été 2008 et d'avoir ordonné à l'etarre, Iker Aguirre Bernadal, de voyager depuis la France jusqu'à Valence pour commettre un attentat contre la Coupe de l'America[6].

- Dans la Cour Centrale d'Instruction numéro 6, Txeroki était mis en cause en 2000 pour collaboration avec le Commando Ituren, ainsi que pour la mise en place d'une fausse bombe à Bilbao en 2001[6].

### Sources et bibliographie
- (es) Cet article est partiellement ou en totalité issu de l’article de Wikipédia en espagnol intitulé « Txeroki » (voir la liste des auteurs).
- (fr) Jean Chalvidant, ETA : L'enquête, éd. Cheminements, coll. « Part de Vérité », octobre 2003, 426 p. (ISBN 978-2-84478-229-8)
- (es) José María Benegas, Diccionario de Terrorismo, Madrid, Espasa Calpe, coll. « Diccionario Espasa », novembre 2004, 920 p. (ISBN 978-8-46701609-3)
- (fr) Jacques Massey, ETA : Histoire secrète d'une guerre de cent ans, Flammarion, coll. « EnQuête », février 2010, 386 p. (ISBN 978-2-08-120845-2)
- « Txeroki dirige desde Francia la kale borroka »(Archive.org • Wikiwix • Archive.is • Google • Que faire ?)